# Marcel Marcilloux
Marcel Marcilloux (ur. 13 października 1980 w Aix-en-Provence) – francuski florecista, czterokrotny medalista mistrzostw świata.
Podczas mistrzostw świata w Turynie w 2006 roku Francuzi w składzie: Loïc Attely, Erwann Le Péchoux, Nicolas Beaudan i Marcel Marcilloux zdobyli złoty medal w zawodach drużynowych. W tej samej konkurencji zdobył następnie złoto na mistrzostwach świata w Petersburgu (2007), srebro na mistrzostwach świata w Katanii (2011) oraz brąz na mistrzostwach świata w Budapeszcie (2013).
Wystartował na igrzyskach olimpijskich w Londynie w 2012 roku, gdzie drużynowo był ósmy. Był to jego jedyny start olimpijski.
Ponadto zdobył drużynowo brązowe medale na mistrzostwach Europy w Zalaegerszeg (2005) i mistrzostwach Europy w Kijowie (2008) i srebrny na mistrzostwach Europy w Sheffield (2011).